# AMD TrueAudio

AMD TrueAudio é um tipo de coprocessador de áudio.

Diagrama de blocos do HiFi Audio Engine DSP, no qual o TrueAudio é baseado. Mostra a unidade MAC de 56 bits de largura.

TrueAudio é um circuito integrado específico de aplicação (ASIC) da AMD, criado para servir como coprocessador dedicado para cálculos de processamento de sinal de áudio avançado computacionalmente caro, como efeitos de reverberação de convolução e efeitos de áudio 3D. O TrueAudio está integrado em algumas GPUs e APUs AMD disponíveis desde 2013.

## Visão geral
TrueAudio é um DSP para áudio baseado no Cadence Tensilica HiFi EP DSP com suporte a Tensilica Xtensa SP float.
A AMD afirmou que alguns efeitos de áudio simples podem usar até 14% da CPU. A Audiokinetic afirmou que é de até 10%. Independent software vendor (ISV), como desenvolvedores de jogos, podem usar o que é chamado de plugin de áudio Wwise para descarregar tais cálculos para os DSPs TrueAudio. Os DSPs TrueAudio integrados fornecem uma melhor relação "área de silício para poder de computação" e "consumo de energia para poder de computação" para processamento de áudio do que a CPU, tornando-os efetivamente uma unidade de aceleração de áudio.
Em 18 de março de 2014, a AnandTech avaliou o AMD TrueAudio usando o videogame Thief.

### True Audio Next
Uma nova versão do TrueAudio, TrueAudio Next, foi lançada com as GPUs da série Radeon RX 400 em 2016. O TrueAudio Next utiliza a GPU para simular a física do áudio. A mudança de um DSP dedicado para GPGPU quebra a compatibilidade com a implementação anterior do TrueAudio. O TrueAudio Next SDK foi lançado como código aberto através do pacote GPUOpen da AMD em agosto de 2016. Ele também esclareceu que o TrueAudio Next usa a tecnologia de transmissão de raios da GPU para fazer a computação de áudio e também pode reservar unidades de computação GCN para menor latência.

## Suporte de software

Interfaces envolvidas ao descarregar computações para o AMD TrueAudio. Placas de som, chips de codec AC'97 / HDA ou áudio via HDMI / DisplayPort não são afetados. Nem A3D, EAX ou OpenAL.

O suporte para o AMD TrueAudio ASIC está contido no driver de dispositivo do kernel Linux amdgpu.

O AMD TrueAudio permite processamento de sinal digital (DSP) dedicado. Essa potência de processamento de áudio dedicada é específica para gerar paisagens sonoras envolventes e economiza ciclos de CPU que podem ser usados para outras tarefas de processamento de jogos, como IA e Física.
Os videogames Murdered: Soul Suspect, Star Citizen, Thief e Lichdom: Battlemage (usa CryEngine ) podem ser configurados para usar AMD TrueAudio, se presente.[carece de fontes?]
Há um plug-in de áudio para o Wwise (Wave Works Interactive Sound Engine) da Audiokinetic para descarregar a computação para o(s) DSP(s) TrueAudio. O Wwise está disponível para Linux, OS X, Windows, PlayStation 4, Xbox One e outros.
O AstoundSound da GenAudio, uma coleção altamente otimizada de software DSP C / C++ avançado disponível como uma biblioteca ou um plugin para aumentar mecanismos de áudio em tempo real no Linux, OS X, Windows, bem como Android e iOS, pode fazer uso do AMD TrueAudio. O AstoundSound também é compatível com vários formatos de plug-in, como RTAS e Wwise, e foi integrado a vários chips DSP. AstoundSound é descrito como um mecanismo de áudio totalmente programável.
O suporte para True Audio Next foi adicionado à API de áudio da Steam em fevereiro de 2018. A versão mais recente foi atualizada em novembro de 2022 e inclui suporte para Unity, Unreal e FMOD.

## Suporte de driver
A AMD retirou o suporte original à tecnologia AMD TrueAudio do Radeon Software Crimson Edition 16.40 e introduziu uma nova maneira para os desenvolvedores oferecerem suporte à tecnologia AMD TrueAudio, como recursos do AMD TrueAudio Next. Há um suporte beta multiplataforma desde o final de 2019 e em 2021 ainda é uma solicitação de pull, mas agora esta ramificação está configurada como padrão e compila no Windows, Linux e MacOS usando CMake.

## Disponibilidade
O AMD TrueAudio é encontrado em algumas placas de vídeo e APUs AMD selecionadas. Um dado pode abrigar vários núcleos AMD TrueAudio DSP, cada um com 32 KiB de caches de instruções e dados e 8 KiB de memória de rascunho para operação local.
Os blocos SIP AMD TrueAudio são encontrados nas matrizes de algumas GPUs da série AMD Radeon Rx 200; nomeadamente a Radeon R7 260, Radeon R7 260X, Radeon R9 285, Radeon R9 290, Radeon R9 290X e a Radeon R9 295X2, e em APUs baseadas em Kaveri e Carrizo. O TrueAudio também é suportado pelo hardware do PlayStation 4.
Uma solução I²S também é suportada para SOCs.
AMD True Audio Next é compatível com GPUs das séries RX 5000, 6000, e 7000.

### Outros blocos AMD SIP
- Unified Video Decoder
- Video Coding Engine